# سدریک کیسامبا
سدریک کیسامبا (انگلیسی: Cédric Kisamba؛ زادهٔ ۲۵ ژانویهٔ ۱۹۸۵) بازیکن فوتبال اهل فرانسه است.
از باشگاه‌هایی که در آن بازی کرده‌است می‌توان به باشگاه فوتبال نجران عربستان سعودی و باشگاه فوتبال اوسر اشاره کرد.
وی همچنین در تیم ملی فوتبال France U19 بازی کرده‌است.